# Johanna Penski
Johanna Penski (* 3. Juli 1927 in Treptow; † 19. Oktober 2020 in Berlin) war eine deutsche Schauspielerin. Bekanntheit erlangte sie mit ihren zahlreichen Auftritten als Komparsin in mehr als 1000 Kino- und Fernsehproduktionen.

## Leben
Penski wurde 1927 in Treptow, der heute polnischen Stadt Trzebiatów, geboren. Ihre erste kleine Filmrolle hatte sie bereits 1944 in dem NS-Propagandafilm Kolberg. Nach dem Ende des Zweiten Weltkrieges floh sie 1945 in Richtung Westen, später kehrte sie zurück, wurde dann aber erneut vertrieben. Sie wohnte in Magdeburg, Potsdam und ab 1958 in West-Berlin. Bis zu ihrer Pensionierung Mitte der 1980er-Jahre arbeitete sie als Sportlehrerin. Mit ihrem Ende der 1960er-Jahre verstorbenen Mann hatte sie zwei Kinder.
Im Jahr 1987 registrierte sich Penski im Alter von 60 Jahren bei einer Agentur für Filmkomparsen und wurde seitdem häufig für verschiedene Kinofilme und Fernsehserien gebucht.
Beispiele für ihre Auftritte sind unter anderem die Filme Der Himmel über Berlin und In weiter Ferne, so nah! von Wim Wenders, Sonnenallee und Hai-Alarm am Müggelsee von Leander Haußmann und mehrere Filme von Til Schweiger (Zweiohrküken, Kokowääh, 1½ Ritter etc.). Auch in einer Tatort-Episode und im oscarprämierten Kurzfilm Spielzeugland übernahm sie kleine Rollen.
Für die Dokumentation Sternstunden über die Arbeit von Statisten begleitete Regisseur Henning Drechsler sie ein Jahr lang. Auch der Kurzfilm Mit Falten zum Film behandelt die Karriere Penskis.
Bekanntheit erlangte Penski insbesondere 2014 durch eine größere Rolle in einem Telekom-Werbespot, der ebenfalls ihr Leben behandelte. In dem Jahr erhielt sie auch eine Einladung für den Deutschen Filmpreis.
2015 veröffentlichte Penski ihre Autobiografie mit dem Titel Träume altern nicht.
Johanna Penski lebte bis 2018 in ihrer Wohnung in Berlin-Tempelhof. Dann zog sie in ein Seniorenheim, wo sie am 19. Oktober 2020 im Alter von 93 Jahren starb.

## Filmografie (Auswahl)
- 1943/45: Kolberg
- 1987: Der Himmel über Berlin
- 1988: Praxis Bülowbogen (Fernsehserie)
- 1988: Linie 1
- 1989: Peter Strohm (Fernsehserie)
- 1989: Drei Damen vom Grill (Fernsehserie)
- 1989: Liebling Kreuzberg (Fernsehserie)
- 1989: Der Spatzenmörder
- 1992: Otto – Der Liebesfilm
- 1993: In weiter Ferne, so nah!
- 1993: U2 – Stay, Faraway So Close! (Musikvideo)
- 1993: Der Showmaster
- 1994: Unser Lehrer Doktor Specht (Fernsehserie)
- 1995: Für alle Fälle Stefanie (Fernsehserie)
- 1996: Männerpension
- 1996: Alarm für Cobra 11 – Die Autobahnpolizei (Fernsehserie)
- 1997: Alphateam – Die Lebensretter im OP (Fernsehserie)
- 1998: OP ruft Dr. Bruckner (Fernsehserie)
- 1998: Im Namen des Gesetzes (Fernsehserie)
- 1999: Helden wie wir
- 1999: Sonnenallee
- 2000: Klinikum Berlin Mitte – Leben in Bereitschaft (Fernsehserie)
- 2001: Der letzte Zeuge (Fernsehserie)
- 2001: Berlin is in Germany
- 2002: Ripley’s Game
- 2002: Berlin, Berlin (Fernsehserie)
- 2003: Dr. Sommerfeld – Neues vom Bülowbogen (Fernsehserie)
- 2003: Herr Lehmann
- 2004: Die Dreisten Drei – jetzt noch dreister (Comedy-Sendung)
- 2004: SOKO Wismar (Fernsehserie)
- 2004: Crazy Race 2 – Warum die Mauer wirklich fiel
- 2005: Abschnitt 40 (Fernsehserie)
- 2005: Mensch Markus (Comedy-Sendung)
- 2005: NVA
- 2005: Großstadtrevier (Fernsehserie)
- 2005: One Day in Europe
- 2005: Verliebt in Berlin (Fernsehserie)
- 2006: Zack! Comedy nach Maß (Comedy-Sendung)
- 2006: Schloss Einstein (Fernsehserie, 3 Folgen)
- 2007: Spielzeugland
- 2007: R. I. S. – Die Sprache der Toten (Fernsehserie)
- 2007: Küss mich, Genosse!
- 2008: Der Baader Meinhof Komplex
- 2008: 1½ Ritter – Auf der Suche nach der hinreißenden Herzelinde
- 2009: Klinik am Alex (Fernsehserie)
- 2009: Zweiohrküken
- 2009: Dinosaurier – Gegen uns seht ihr alt aus!
- 2009: Ein starkes Team (Fernsehserie)
- 2009: Männersache
- 2010: In aller Freundschaft (Fernsehserie)
- 2011: Kokowääh
- 2011: Männerherzen … und die ganz ganz große Liebe
- 2011: Die Unsichtbare
- 2011: Wer ist Hanna?
- 2011: Hotel Lux
- 2012: Überleben an der Wickelfront
- 2012: Auf Herz und Nieren (Fernsehserie)
- 2013: Weissensee (Fernsehserie)
- 2013: Polizeiruf 110: Vor aller Augen
- 2013: Hai-Alarm am Müggelsee
- 2013: Tatort: Gegen den Kopf
- 2013: Robin Hood und ich
- 2014: Gute Zeiten, schlechte Zeiten (Fernsehserie)
- 2014: Letzte Spur Berlin (Fernsehserie)
- 2014: Besser als Nix
- 2015: Heil
- 2016: Dresden Mord: Nachtgestalten